# Brunate
Brunate est une commune de la province de Côme en Lombardie (Italie).
Brunate est connue sous le nom de Balcone sulle Alpi (Balcon sur les Alpes) car, par beau temps, sont visibles les sommets des Alpes occidentales, en particulier le Mont Rose et également la plaine du Pô, jusqu'aux Apennins.

## Toponymie
Le nom de Brunate est Brünàa en dialecte.
L'origine du terme Brunate est incertaine. Il dériverait du mot brunear qui signifie « mont d'orient ».

## Géographie
Brunate est située au pied du Monte Tre Croci (Mont des Trois Croix), sur une hauteur à 715 mètres d'altitude, à l'est de Côme.

## Histoire
Des premières traces d'habitations à Brunate apparaissent en 1240. Un siècle plus tard est fondé le monastère de Sant'Andrea. À partir de ce moment, Brunate est connue comme lieu d'ermitage, du fait, en partie, de la difficulté d'accès au village.
Entre le XIXe et le XXe siècle,  Brunate devient une destination réputée pour la bourgeoisie milanaise qui bâtit de nombreuses villas de style Liberty. Le 11 novembre 1894 est inauguré le funiculaire qui relie toujours Côme à Brunate. 
Jusqu'à la fin de la Seconde Guerre mondiale, Brunate possède un casino.
En 1943, Brunate devient un hameau de Côme puis redevient une commune à part entière à la demande de la population.
Depuis la fin de la Seconde Guerre mondiale, Brunate est un lieu de vacances populaire accueillant des touristes de toutes nationalités.

## Centre historique
Le centre historique est caractérisé par des ruelles à degrés en pavés qui grimpent sur la pente et sont traversées par la via P. e M. Monti, la rue principale du centre historique.

## Monuments

### Monuments religieux
- Église de Sant'Andrea Apostolo (piazza della Chiesa)
- Église Madonna di Pompei (au coin des rues P. et M. Monti et A. Manzoni, dans le centre historique)
- Église Sacro Cuore (via ai Piani)
- Église San Maurizio (dans le hameau de même nom, via G. Scalini)
- Église Santa Rita (sanctuaire situé dans le hameau Cao, via alle Colme)

### Autres

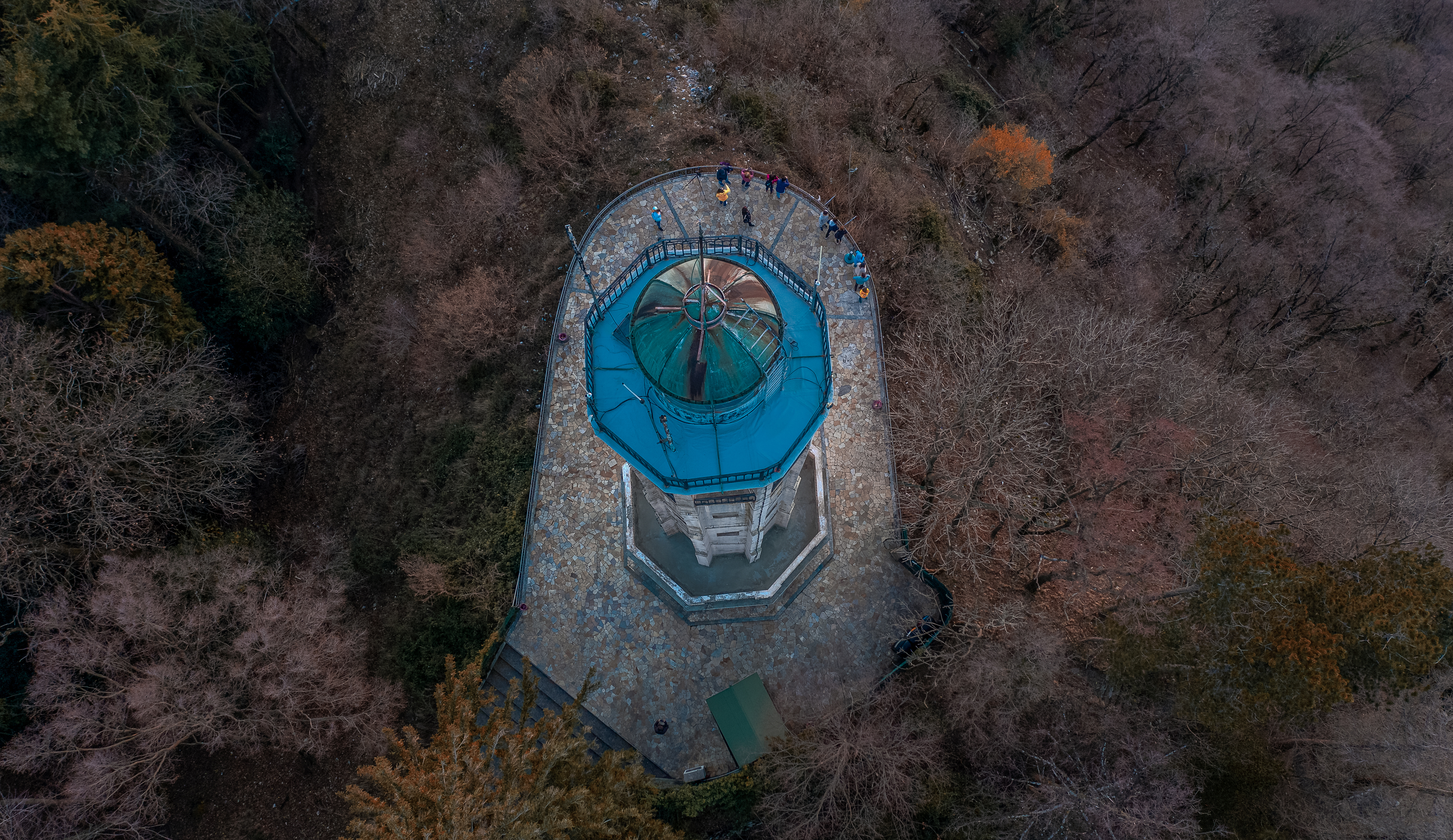
Le phare Voltiano à Brunate. Février 2020.

- Villas de style Liberty du XIXe siècle et XXe siècle se trouvant surtout dans les rues Pissarottino, Roma, A. Pirotta et G. Scalini.
- Faro Voltiano, phare octogonal de 29 mètres de hauteur, bâti au sommet du Monte Tre Croci en 1927 pour célébrer le 100e anniversaire de la mort d'Alessandro Volta.

## Transports

### Transports routiers
En 1817 est tracé un chemin muletier appelé Sentierone per Como, reliant Côme à Brunate. Beaucoup plus tard, deux routes carrossables, étroites et tortueuses, viennent en complément, l'une arrivant de Côme, l'autre de Tavernerio.

### Funiculaire
Le Funiculaire Côme-Brunate, inauguré le 11 novembre 1894 relie en quelques minutes les deux communes en progressant sur environ 500 mètres avec des pentes de 55 %. L'arrivée  se trouve sur la piazza Alberto Bonacossa.

## Tourisme
- La Strada Regia (Route royale) est une promenade inaugurée en 2006 après des travaux de restauration. Elle commence auprès du centre sportif du Nidrino et elle arrive à Bellagio empruntant des sentiers à mi-côte. Autrefois, ce parcours  servait de chemin muletier pour relier entre eux les villages de la rive orientale du lac de Côme avant la construction de la nouvelle route carrossable. En marchant sur ce sentier on peut apercevoir des monuments naturels comme les blocs erratiques dont les massi avello (blocs erratiques évidés pendant l'âge barbare pour servir de sépulcres) ;
- la Dorsale du Triangolo Lariano (région entre les deux branches du lac de Côme) est une promenade qui arrive elle aussi à Bellagio, mais par un sentier qui passe auprès des sommets des monts du Triangolo Lariano (Monts Boletto, Bolettone, Palanzone et San Primo). Ce parcours, surplombant le lac de Côme, peut être fait à vélo tout terrain.

## Personnalités

### Personnalités nées à Brunate
- Mara Berni; (1932-), actrice

### Autres

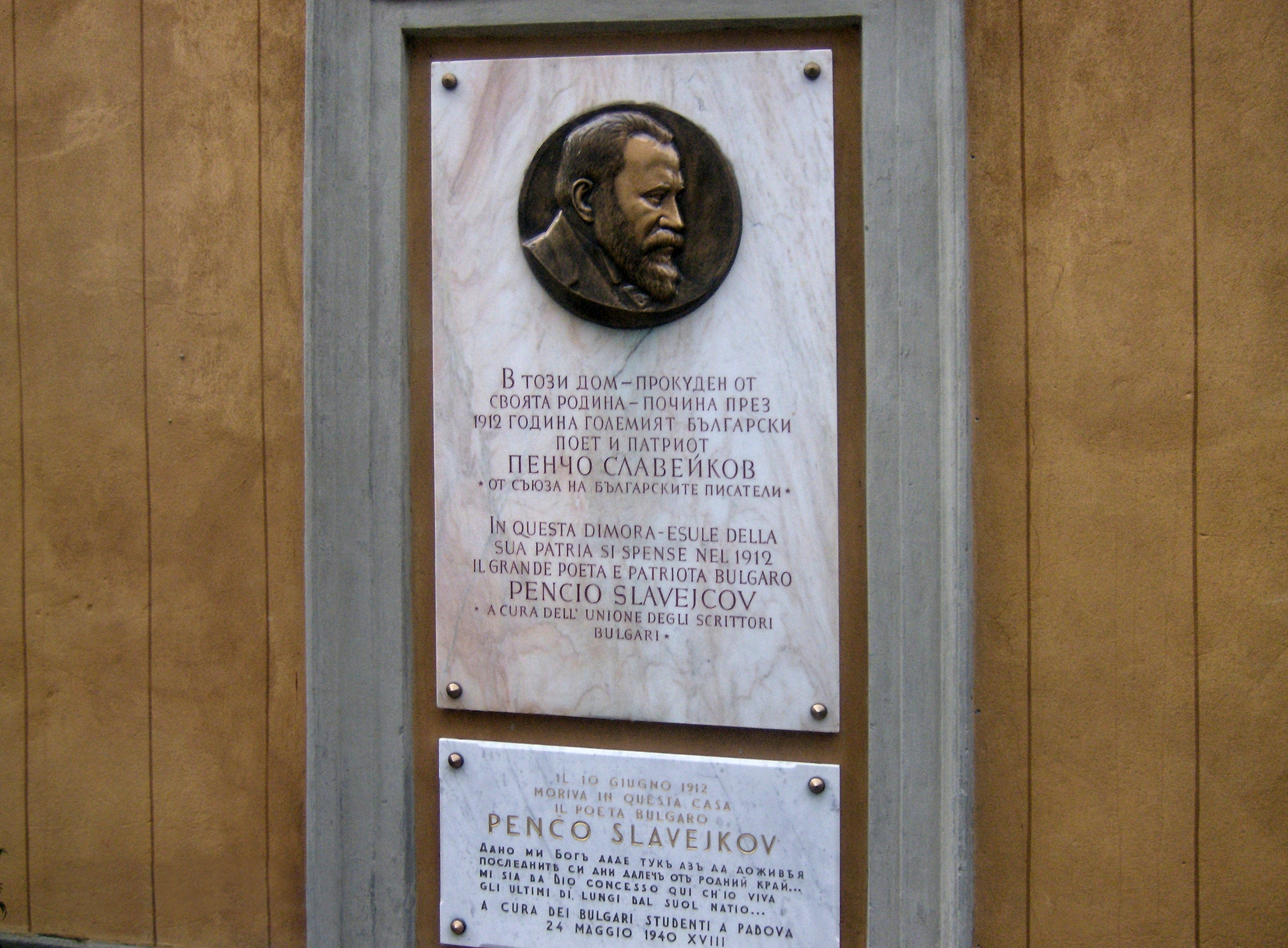
Stèle à Penčo Slavejkov

- Alessandro Volta (1745-1827), savant. Il habitait à Brunate pendant son enfance.
- Penčo Slavejkov, poète bulgare. Il meurt le 28 mai 1910 (10 juin dans le calendrier grégorien) dans un hôtel de Brunate (deux stèles sur une façade de l'hôtel rappellent sa mémoire). Un buste en bronze inauguré en 2007 se trouve dans les jardins de la bibliothèque municipale.
- Alberto Bonacossa (1883-1953), chimiste, dirigent sportif et propriétaire du journal La Gazzetta dello Sport. Sa famille a une villa à Brunate, où elle habite toujours.
- Claudio Gentile (1953-), footballeur. Il habitait à Brunate pendant son enfance.

## Administration
| Période                                  | Période  | Identité      | Étiquette       | Qualité |
| ---------------------------------------- | -------- | ------------- | --------------- | ------- |
| 08/06/2009                               | En cours | Davide Bodini | Viviamo Brunate | Maire   |
| Les données manquantes sont à compléter. |          |               |                 |         |

### Hameaux
San Maurizio, Cao

### Communes limitrophes
Blevio, Côme

### Évolution démographique
Habitants recensés
Brunate compte 1792 habitants au 31 décembre 2007 selon le Bureau de l'État civil de la commune.

## Galerie de photos

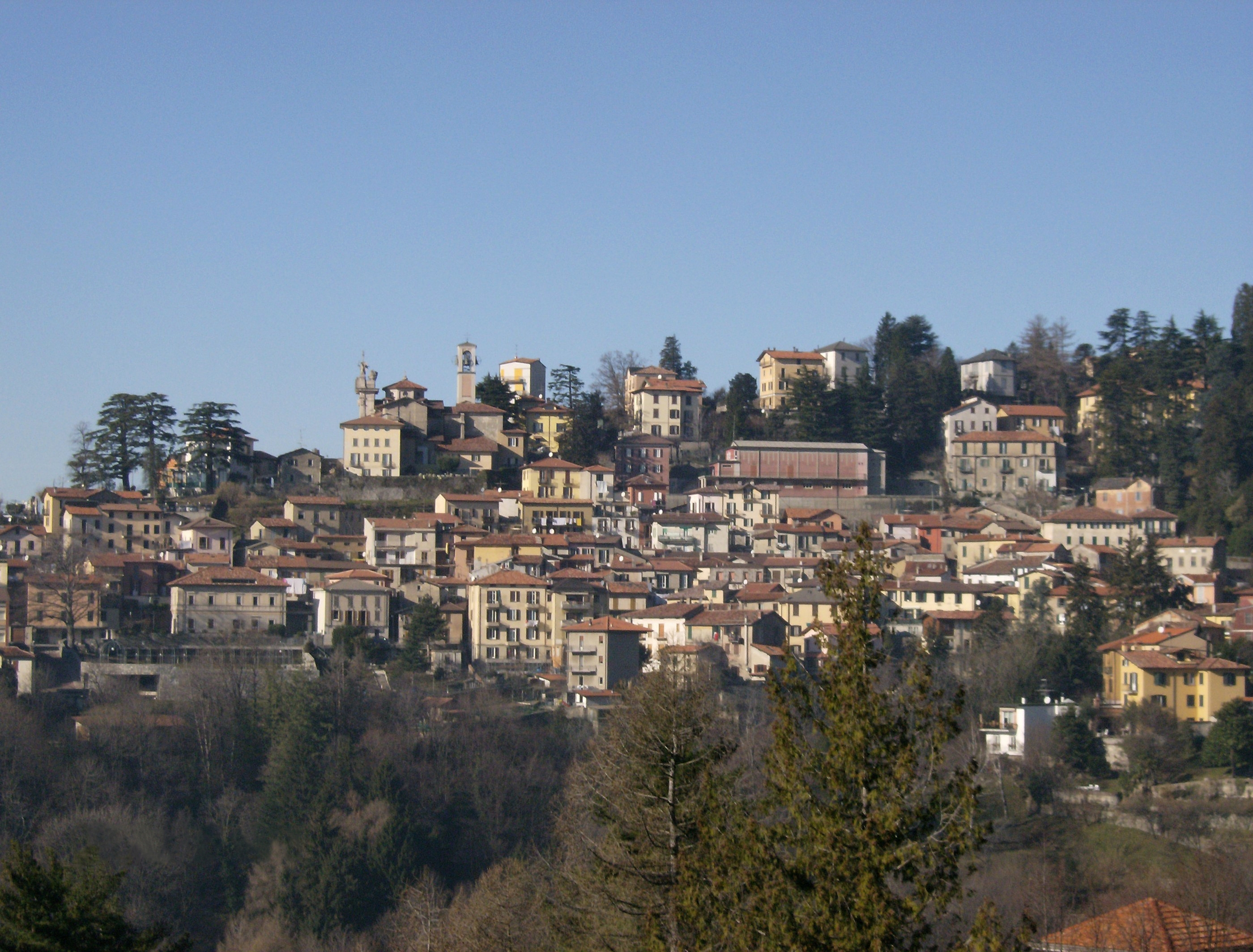
Vue d'ensemble de la ville
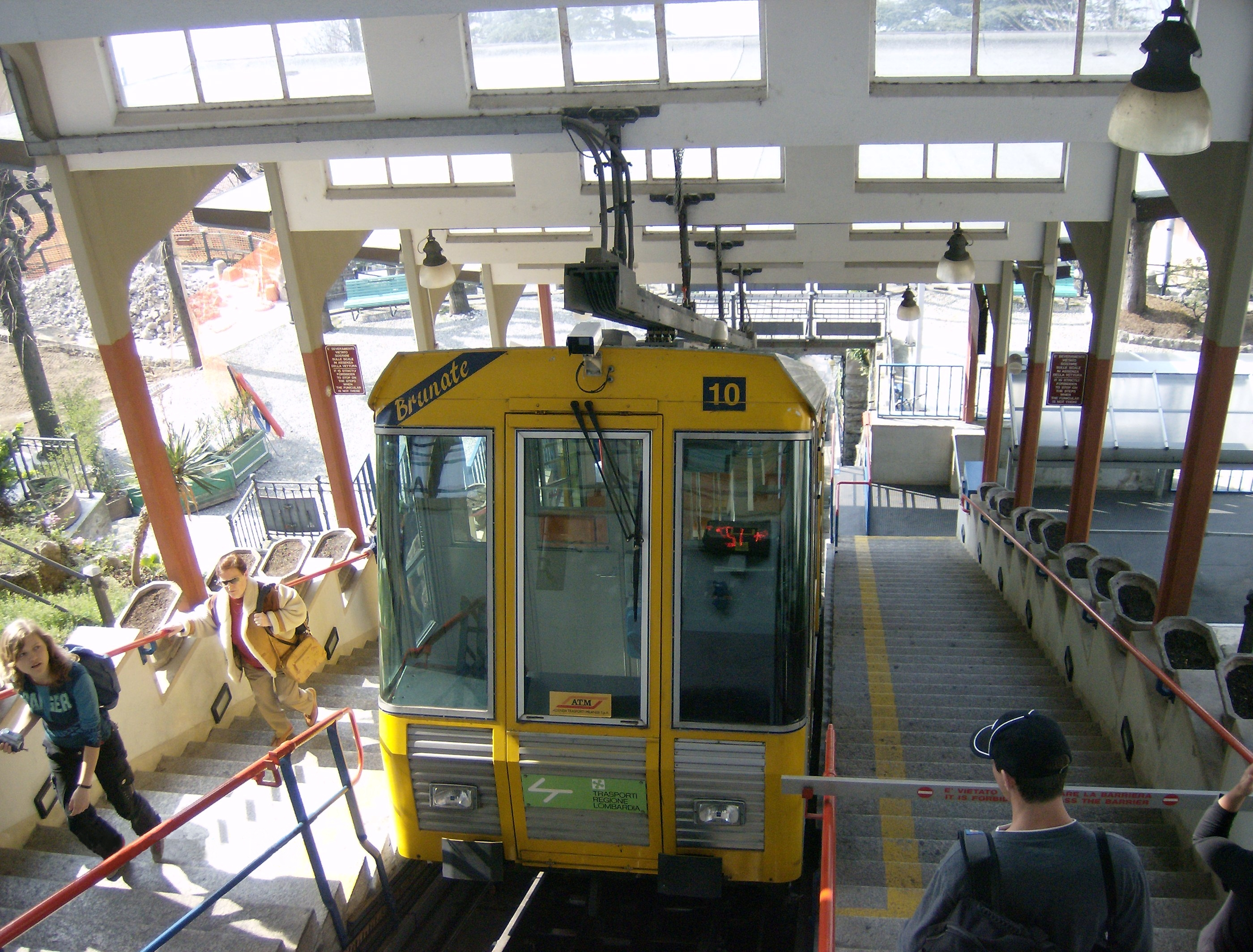
La funiculaire Côme-Brunate
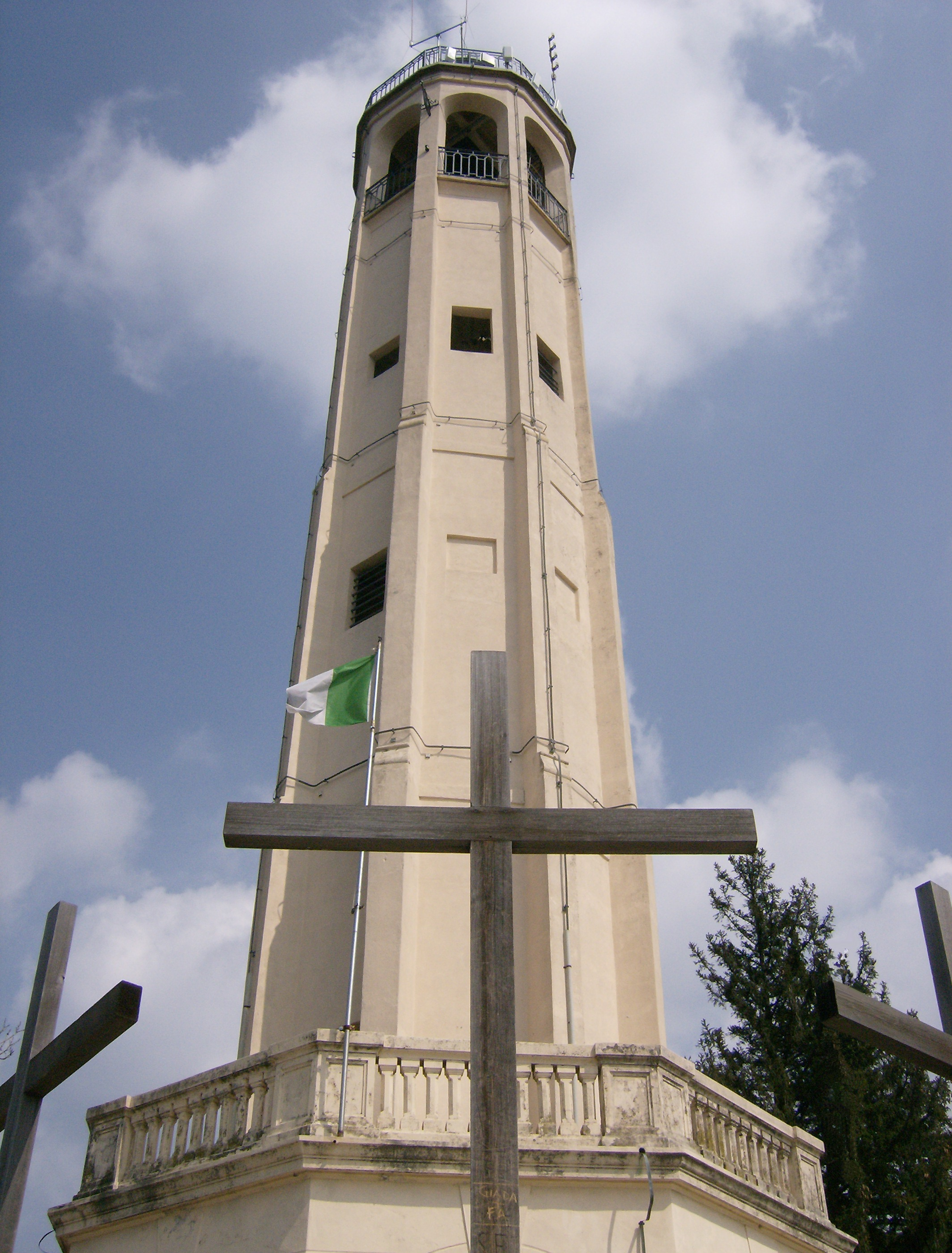
Le Faro Voltiano
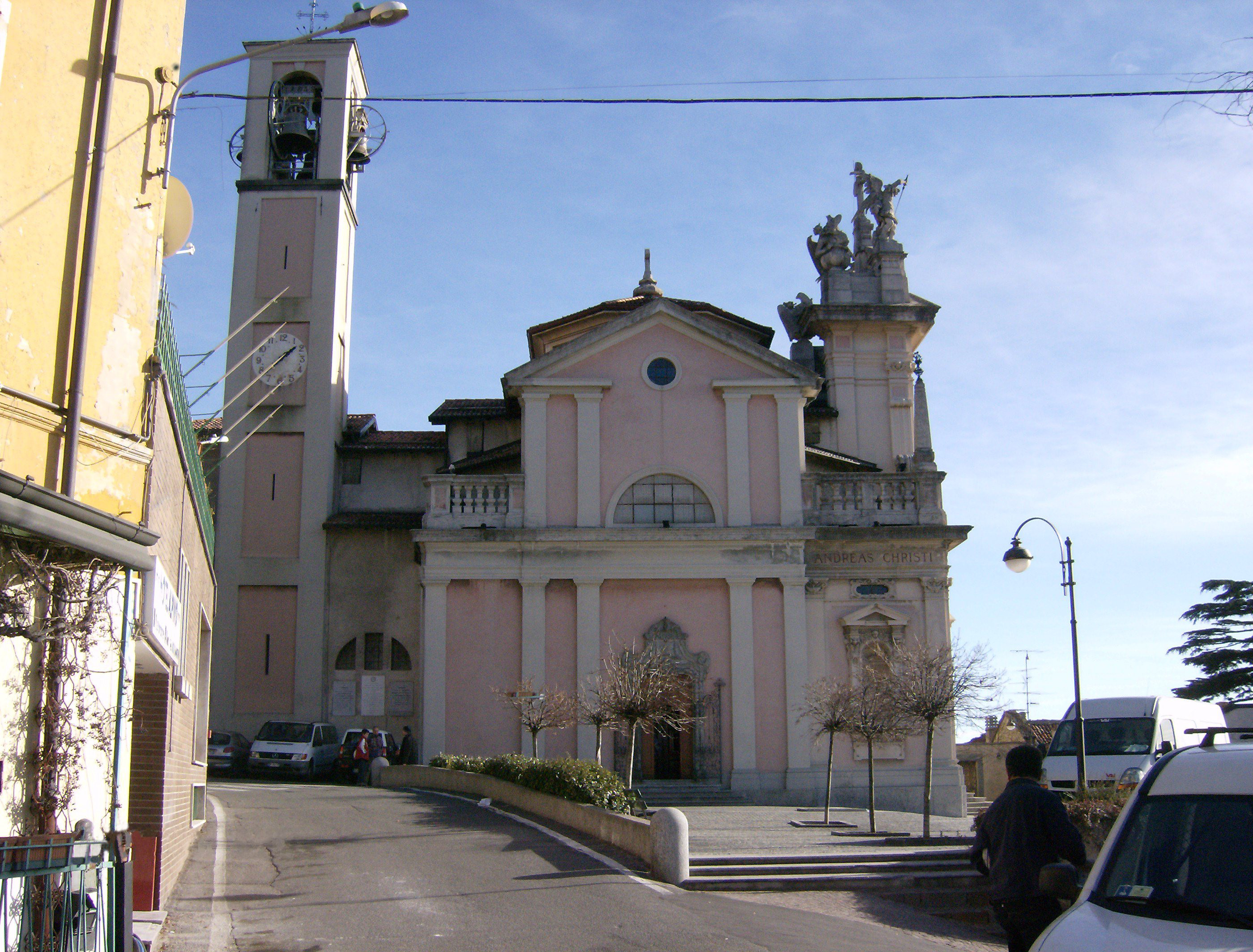
L'église Sant'Andrea Apostolo
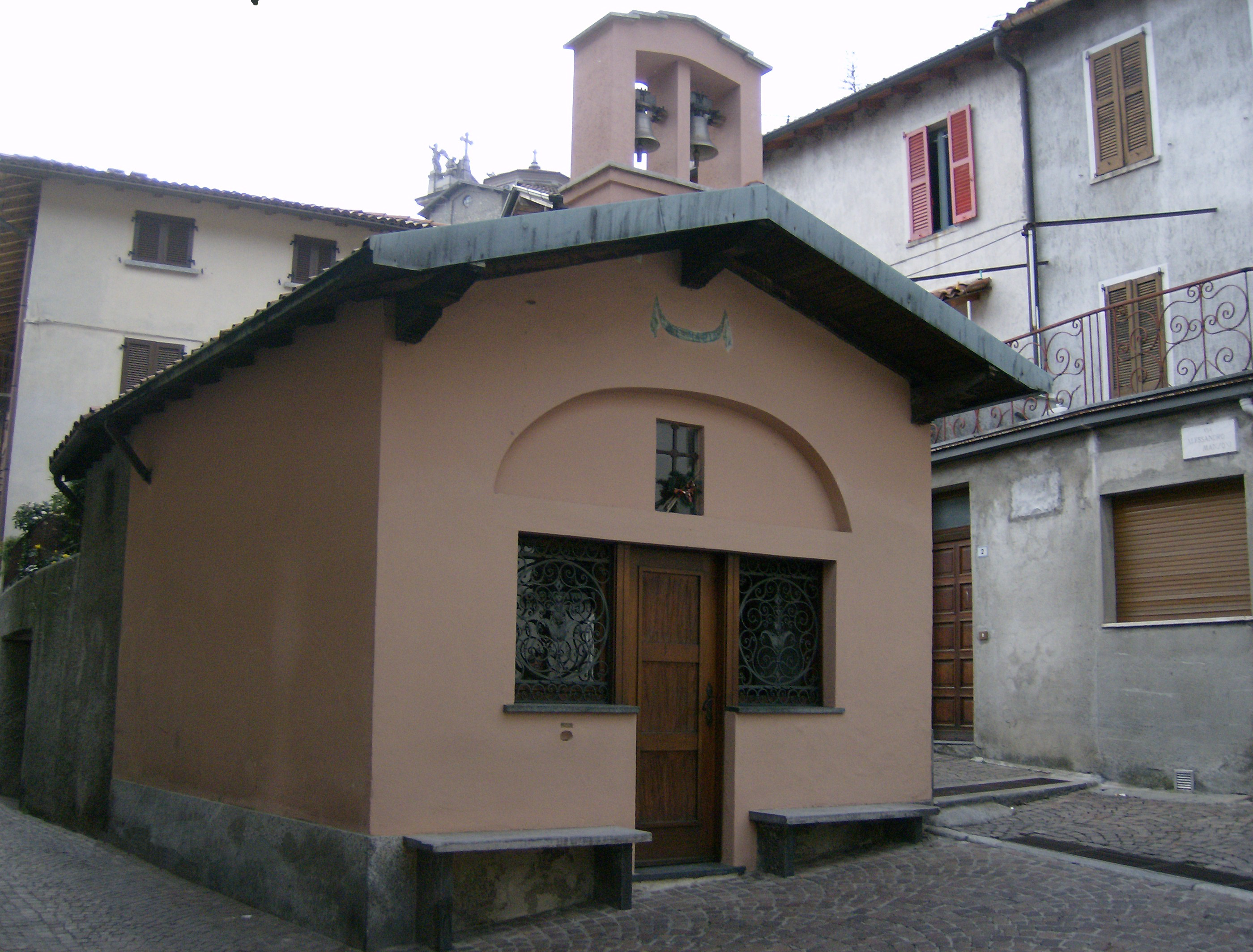
L'église de la Madonna di Pompei - centre historique
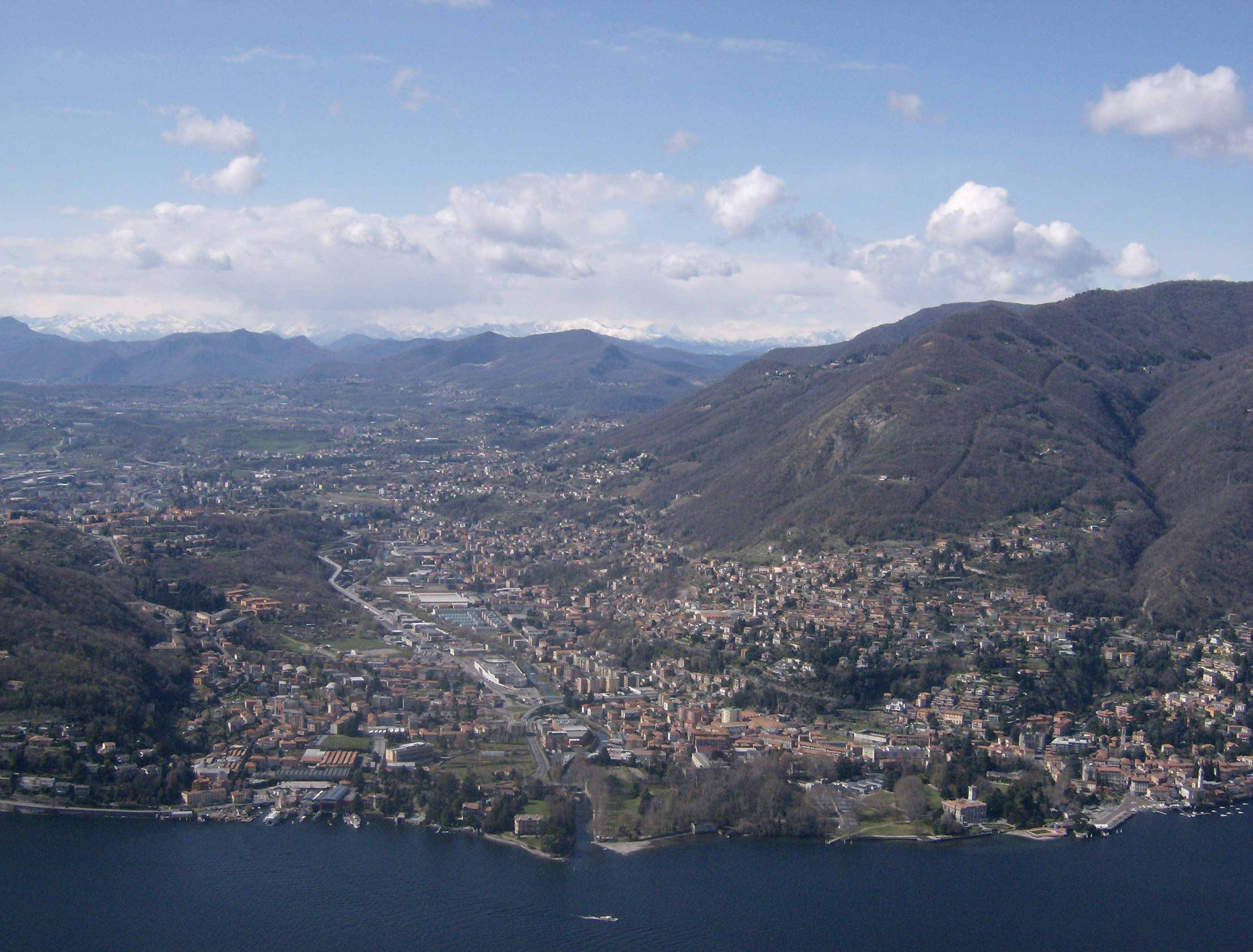
Panorama de la via Pissarottino
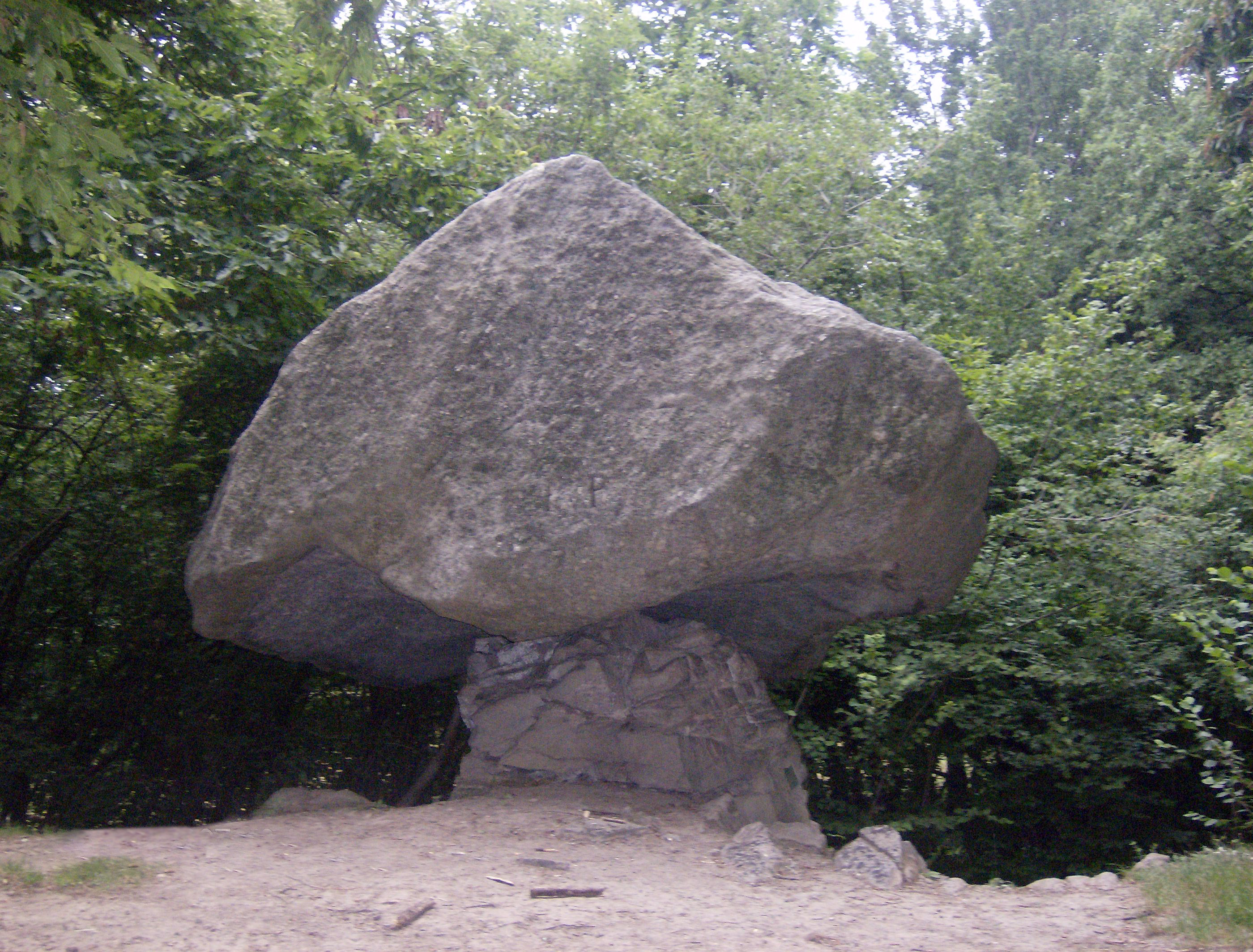
La Pietra Pendula (bloc erratique)
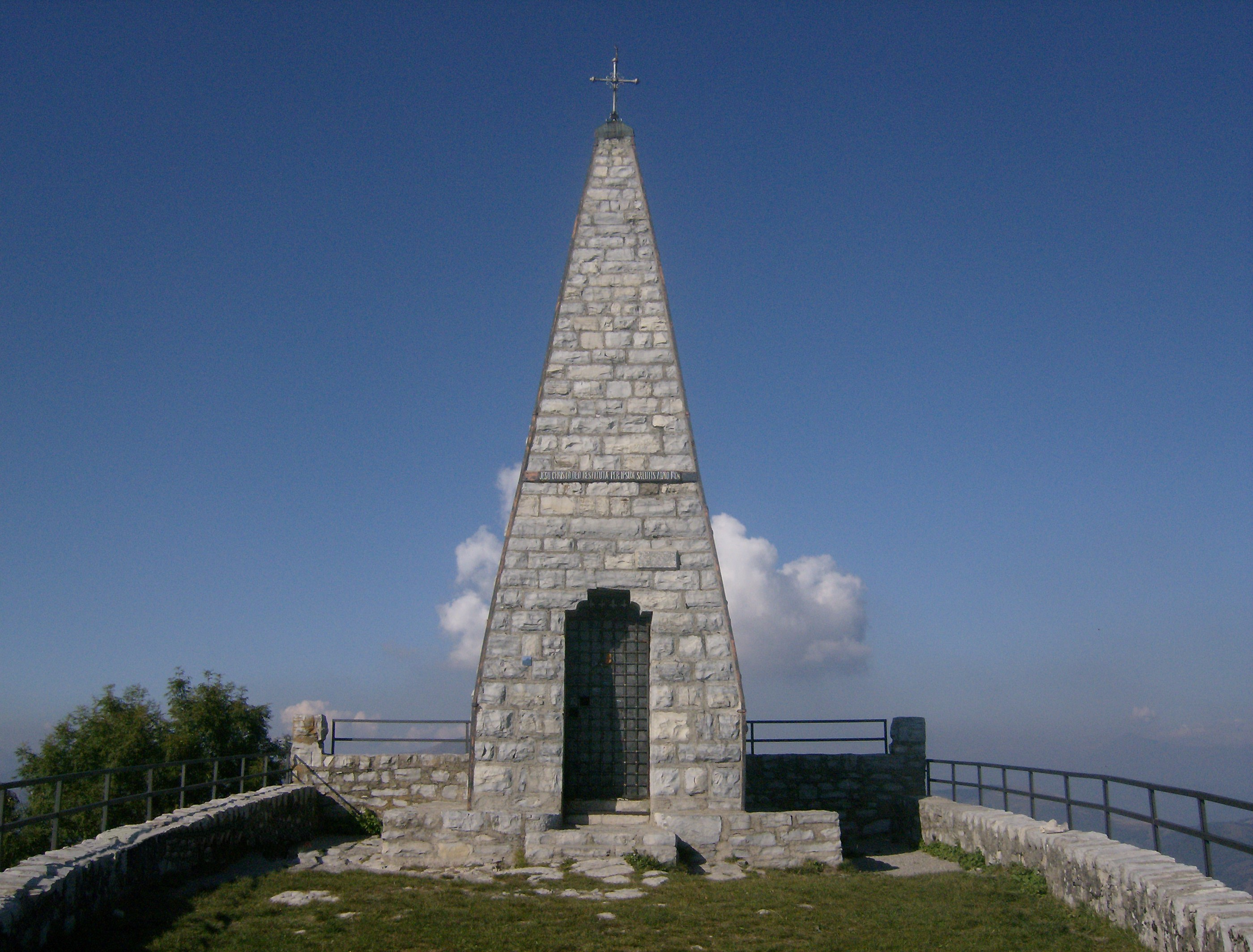
Chapelle pyramidale au sommet du Monte Palanzone